# Phun
Phun est un moteur physique 2D, disponible sur Windows, MacOS et Linux. Son utilisation est gratuite pour son usage non commercial. Il est désormais obsolète, remplacé par Algodoo, anciennement payant.

## Historique
Phun a été créé par Emil Ernerfeldt lors de son master de sciences et de physique quantique, alors qu'il était étudiant à l'université d'Umeå en Suède. Son nom, « Phun » vient de la combinaison des mots « physique » et « fun ». La première version bêta publique de Phun a été publiée le 17 juin 2007, et a reçu des mises à jour régulières.
Le 15 mai 2008, Phun a été repris par Algoryx Simulation AB, où Emil y poursuit son travail sur le programme. Phun Beta 5 a été renommé en « Algodoo : Phun Edition » après cette reprise. Algodoo est maintenant à la disposition du public moyennant des frais, et a déjà été mis à disposition pour le Classmate PC d'Intel.

## Thyme
Le thyme est un langage de script créé par Emil Ernerfeldt. Il peut être utilisé pour charger des scènes et modifier les variables au sein du programme allant de la force de gravité de la couleur de l'arrière-plan. Comme beaucoup de jeux, Phun dispose d'une fenêtre de console, qui permet aux utilisateurs d'entrer le code de thyme.

## Phunbox
La communauté phun partage des scènes dans une base de données nommée « Phunbox », un site communautaire de partage de fichiers de construction. Phunbox a maintenant été remplacée par la « Algobox », qui comprend le contenu créé dans Phun et Algodoo.